# Schweinfurter Schlachtschüssel

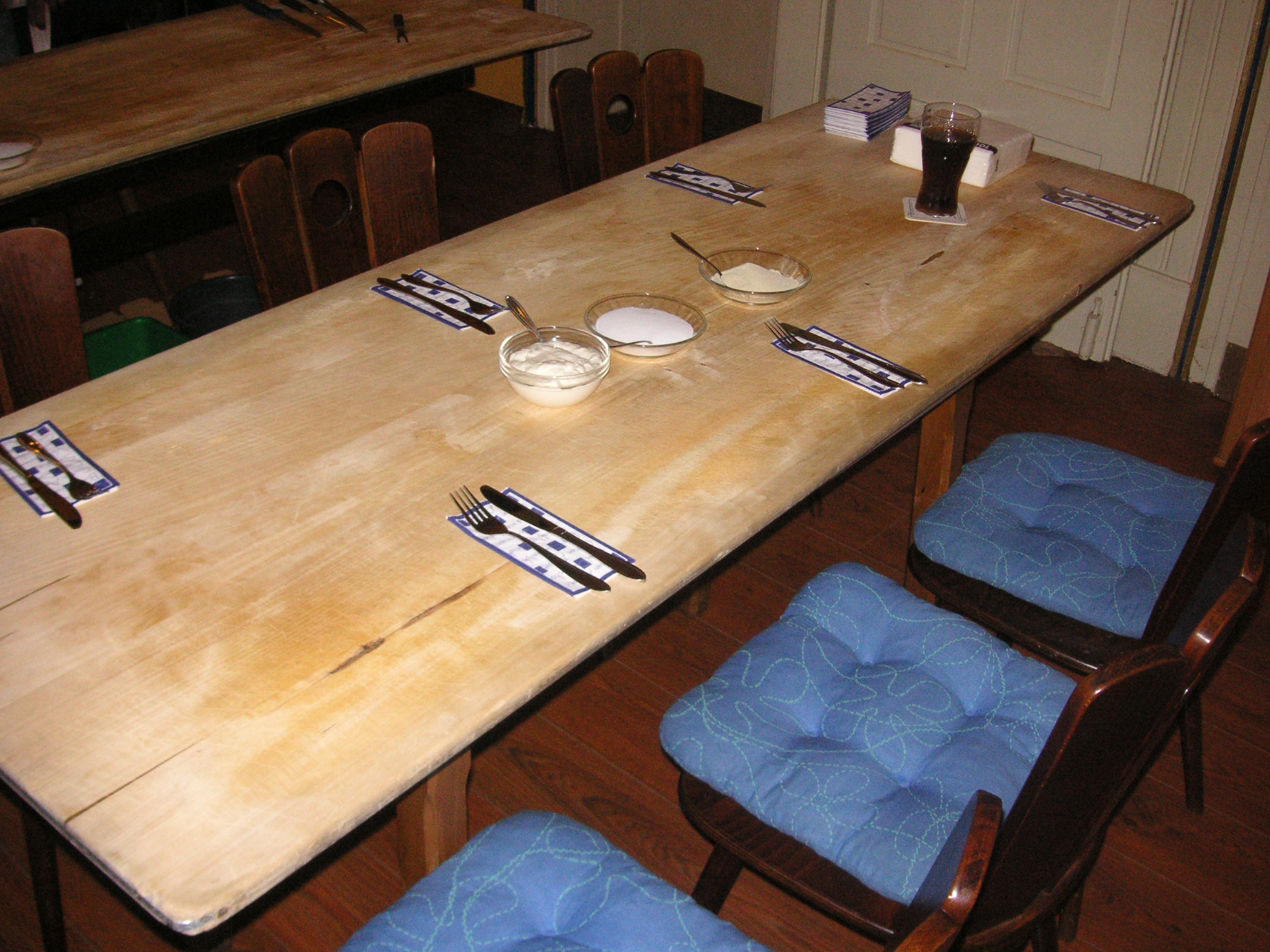
Tisch mit einem Holzbrett, von dem „vom Brett“ gegessen wird

Die Schweinfurter Schlachtschüssel ist ein traditionelles Brauchtum in Schweinfurt und dem Schweinfurter Umland. Es handelt sich um eine besondere Art einer Schlachtplatte (fränkisch als Schlachtschüssel bezeichnet).

## Ablauf

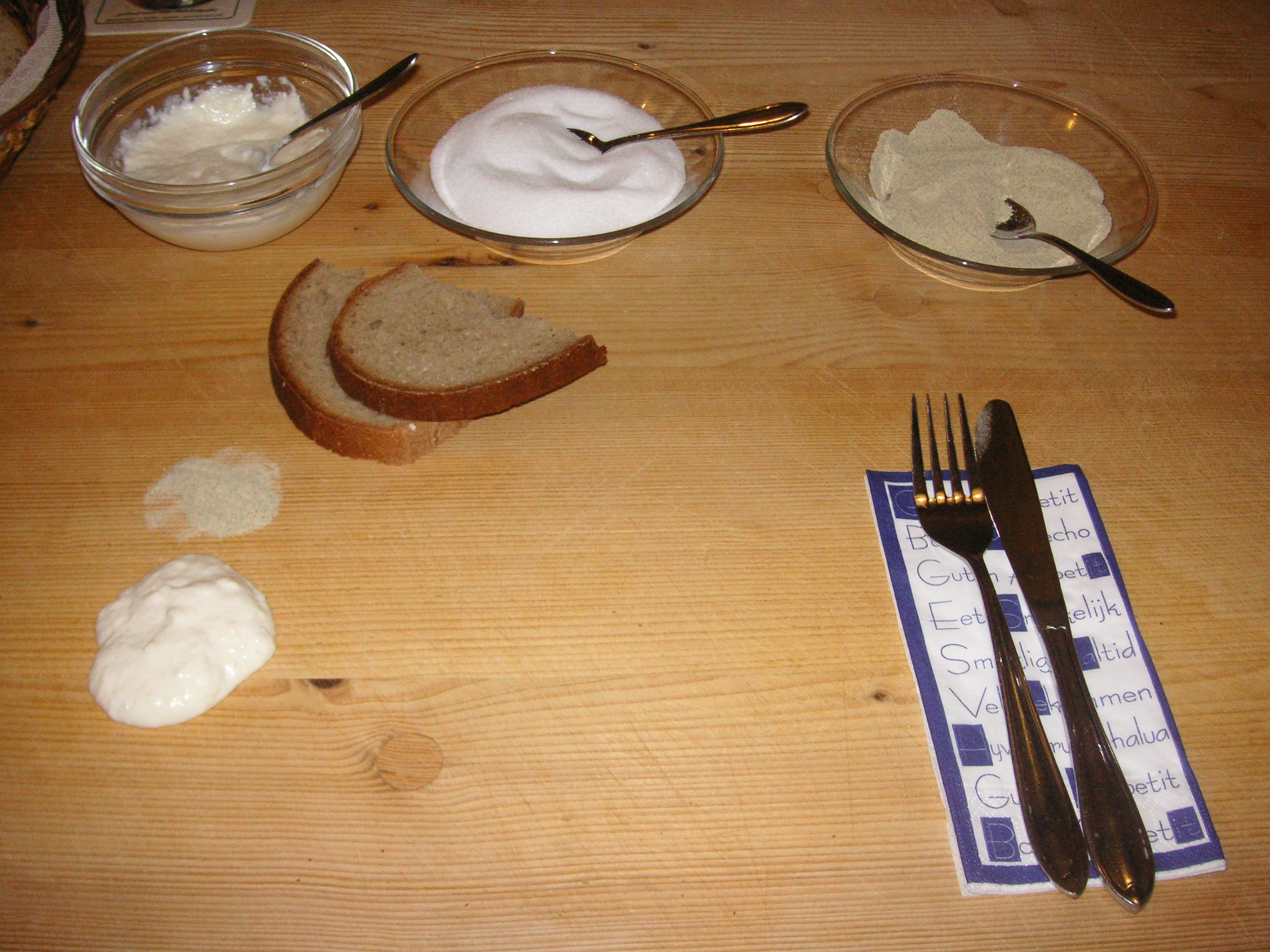
Gedeck einer originalen Schweinfurter Schlachtschüssel

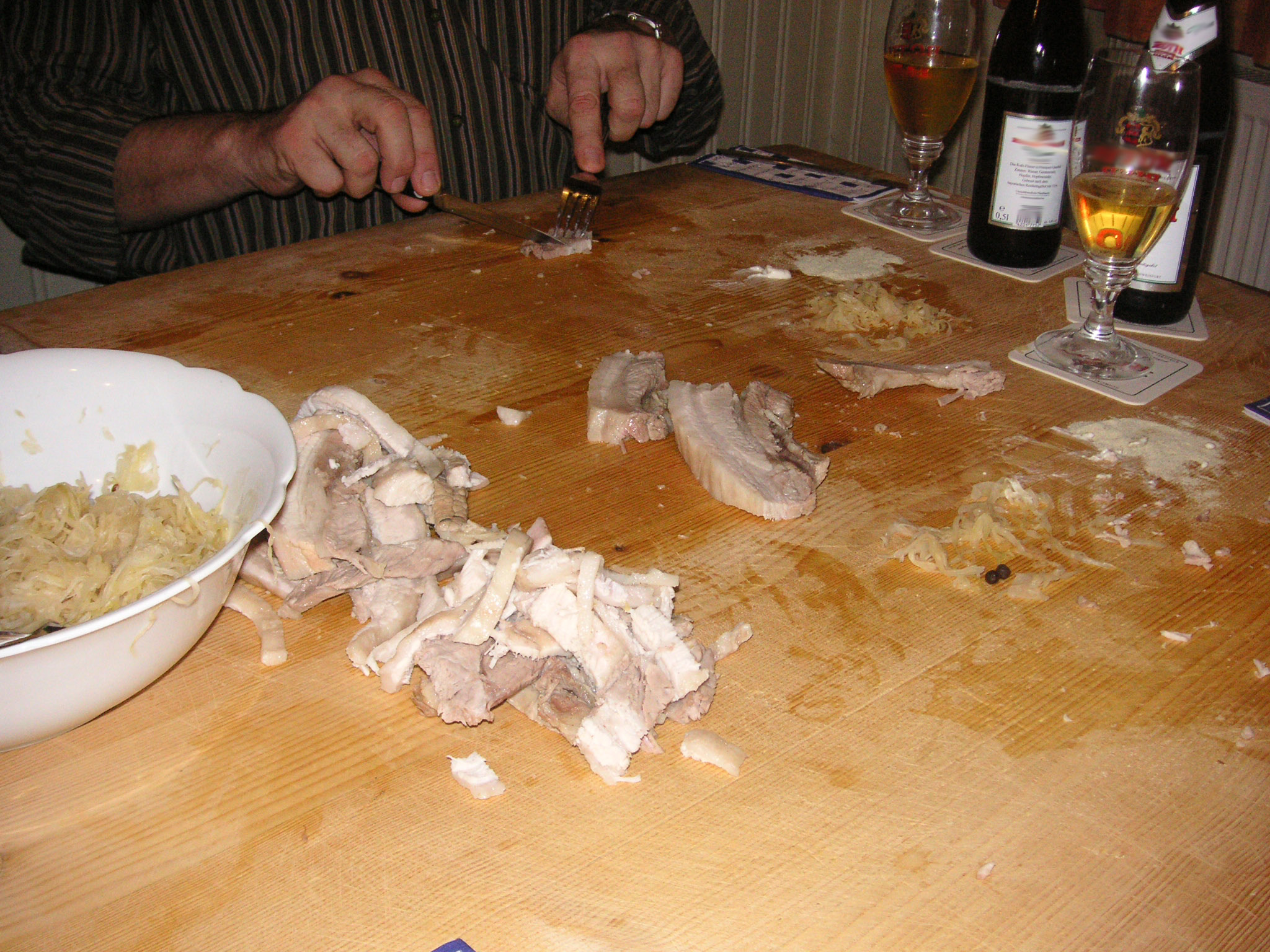
Schweinfurter Schlachtschüssel mit Schweineteilen in der Mitte des Tisches und Resten, welche anschließend zu Blutwurst verarbeitet wurden

Die „Schweinfurter Schlachtschüssel“ ist keine übliche Schlachtplatte, sondern eher ein Fest in einer großen, geselligen Tafelrunde. Es ist eine Mindestanzahl von Essern erforderlich, der Ablauf erfolgt gemäß überlieferten Ritualen.
Die wichtigste Besonderheit einer Schweinfurter Schlachtschüssel ist, dass nicht von Tellern, sondern von langen Holzbrettern direkt auf dem Tisch gegessen wird.
Es handelt sich um ein sehr deftiges Gericht, bei dem verschiedene Teile des Schweins – aufgeteilt in sieben „Gänge“ – gegessen werden. Das Fleisch wird zuvor als Kesselfleisch gekocht und in folgender Reihenfolge serviert:
Bauchfleisch – Stichfleisch – Bug – Kamm – Kopffleisch mit Zunge, Ohr und Rüssel – Herz und andere Innereien – Nieren.
Die Schweineteile werden in der Mitte des Tisches platziert, so dass sich jeder am Tisch bedienen kann. Kalt gewordene oder aus anderen Gründen nicht mehr essbare Reste werden in der Mitte des Tisches gelassen oder dorthin zurückgelegt. Diese Reste werden normalerweise nach jedem Gang vom Tisch entfernt. Früher wurden sie anschließend zu Blut- oder Leberwurst verarbeitet und den Gästen im Anschluss an das Essen oder am nächsten Tag mitgegeben. Dies wird aus hygienischen Gründen heute meist nicht mehr praktiziert.
Zum Fleisch wird traditionell nur Sauerkraut, Salz und Pfeffer, Meerrettich und Bauernbrot gegessen. Der Meerrettich wird fränkisch als Kren bezeichnet. Üblicherweise wird zu einer Schweinfurter Schlachtschüssel Frankenwein getrunken.

## Geschichte
Einer der Vorläufer der Schweinfurter Schlachtschüssel war das im August des Jahres 1600 veranstaltete, wohl größte Schlachtschüsselessen aller Zeiten in Nürnberg. Einige Tage zuvor, am 12. August erließ der Stadtrat ein Verbot, das wegen Krankheits- und Seuchengefahr den Bewohnern der Stadt untersagte, in ihren Wohnungen Kleinvieh wie Hühner, Enten und Schweine zu mästen. Die Schweinfurter Schlachtschüssel ist ein Essen, das der Schweinfurter Metzgerwirt Georg Josua Schwanhäußer (1796–1876) im Gasthof Goldener Stern in der Oberen Gasse 36 im Jahre 1840 erstmals servierte. Heute ist an der Stelle, wo das Gasthaus stand, eine Gedenktafel zu finden. Später griffen dann auch andere Gastwirte aus Schweinfurt und dem Umland diese Idee auf und so wurde sie zu einem Brauch.
Durch die EU-Hygieneverordnung, die seit dem 1. Januar 2006 gültig ist, darf eine Schlachtschüssel, bei der das Fleisch direkt vom Brett gegessen wird, wegen hygienischer Bedenken nicht mehr angeboten werden. Da die Schweinfurter Schlachtschüssel jedoch schon seit über 150 Jahren in dieser Form abgehalten wird, beansprucht sie für sich das Gewohnheitsrecht und kann in Schweinfurt als Form der Brauchtumspflege weiter durchgeführt werden. Wegen dieses Brauchtumscharakters wird meist auch ein Schlachtschüssellied vor Beginn des Essens gesungen.
Die bislang größte Schlachtschüssel wurde 1991 anlässlich der 1200-Jahr-Feier der Stadt Schweinfurt mit mehr als 1200 Teilnehmern durchgeführt.